# 幸警察署
幸警察署（さいわいけいさつしょ）は、神奈川県警察が管轄する警察署の一つ。
川崎市警察部隷下、第三方面に属する中規模警察署であり署長は警視。識別章所属表示はSC。
居住人口およそ17万人の川崎市幸区全域の治安を担っている。
管内に指定暴力団稲川会系組事務所が存在する。また、管轄区域北側は多摩川を挟んで東京都大田区と隣接していることから、しばしば警視庁と相互の緊急配備や事件手配が行われ、その訓練も行われている。
署内には刑事部機動捜査隊、地域部自動車警ら隊並びに交通部第一交通機動隊の幸分駐所が配置されており、主に川崎市方面の機動部隊の拠点となっている。また当署には拳銃射撃場が設置されている。

## 所在地
- 神奈川県川崎市幸区南幸町3丁目154番地4
  - 最寄駅：JR南武線矢向駅から徒歩9分、川崎駅西口から川崎市バス・川崎鶴見臨港バスで「幸警察署前」下車。

## 管轄区域
- 川崎市幸区全域
  - 管轄面積：10.09km2

## 沿革
- 1964年（昭和39年） - 神奈川県御幸警察署として開設。
- 1974年（昭和49年） - 川崎市の政令指定都市移行（1972年4月1日）に伴い、神奈川県幸警察署に改称。日吉地区を中原警察署より移管する代わりに、上平間・中丸子・下沼部を中原警察署へ移管。
- 2007年（平成19年）4月1日 - 新庁舎へ移転。（鉄筋コンクリート地下1階、地上4階建て）
- 2021年3月31日 管内の幸町交番を廃止[1]。

## 組織
- 署長（警視）
- 副署長（警視）
- 地域担当次長（警視）
- 警務課 - 警務係、住民相談係
- 留置管理課（平成28年度新設） - 管理係
- 会計課 - 会計係
- 生活安全課 - 防犯少年係、経済保安係
- 地域第一課 - 地域企画係、地域係
- 地域第二課 - 地域係
- 地域第三課 - 地域係

（警ら用無線自動車3台、小型警ら車2台）
- 刑事課 - 刑事総務係、強行犯係、知能犯係、盗犯係、鑑識係、暴力国際犯係、薬物銃器対策係
- 交通課 - 交通総務係、交通捜査係、交通指導係
- 警備課 - 公安係、外事係

（10課体制）
※「神奈川県警察の組織に関する規則（昭和44年3月31日、公安委員会規則第2号）」を参考にした。

## 交番・駐在所
- 川崎駅西口交番 幸区堀川町74番地
- 塚越交番 幸区塚越4丁目320番地
- 小向東芝町交番 幸区小向東芝町8番地
- 古市場交番 幸区古市場2丁目135
- 下平間交番 幸区下平間208番地12
- 北加瀬交番 幸区矢上15番1号
- 日吉交番 幸区南加瀬1丁目9番5号
- 南加瀬交番 幸区南加瀬3丁目40番1号
- 鹿島田駅前交番 幸区新塚越202番地
- 河原町交番 幸区河原町1番地31

### 廃止された交番
- 幸町交番 幸区幸町2丁目585番地１ - 1968年3月設置[2]、2022年3月31日に河原町交番と統合することにより廃止[3]

## 街頭緊急通報装置
- JR鹿島田駅周辺（幸区新塚越）　2基

## 自動車ナンバー自動読取装置（Nシステム）
- 幸区小向仲野町（国道1号）
- 幸区小向東芝町（国道1号）
- 幸区小向西町1丁目（国道1号）
- 幸区戸手1丁目（国道1号）
- 幸区遠藤町（国道1号）
- 幸区神明町（国道1号）
- 幸区都町（国道1号）
- 幸区南幸町（国道1号）
- 幸区下平間（国道409号）
- 幸区南加瀬5丁目（県道111号）
- 幸区戸手4丁目（一般市道）

## 主な事件・事故
- 1977年10月8日 - 小向東芝町交番前で警察官が暴走族の制止を図ったものの逆襲を受け、交番のガラスなどが破壊される[4]。
- 2014年 - 川崎老人ホーム連続殺人事件
- 川崎信用金庫遠藤町支店における猟銃を使用した強盗殺人事件 - 未解決[5]

## 不祥事
2008年に同署地域第三課長であった警部が、上司の次長である警視のパワハラが原因だったとして、上司を相手取り計約1億2800万円の損害賠償を求めて、横浜地方裁判所に提訴した。監察官室が調査し、同室が謝罪している。